# 曽我八幡宮 (富士宮市上井出)
曽我八幡宮（そがはちまんぐう）は、静岡県富士宮市上井出にある神社。応神天皇、曾我祐成、曾我時致、虎御前が祀られている。市内には他に曽我八幡宮が数社ある。

## 概要
「富士郡神社銘鑑」によると主祭神は応神天皇で、相殿として曽我兄弟（曾我祐成と曾我時致）と虎御前が祀られているとあり、三者の像が安置されているとしている。文久元年（1861年）『駿河志料』によると、当社の縁起を井出氏が伝え、縁起には同社の神像は文覚から源頼朝に授けられたものであると記される。また頼朝は丹羽良好に曾我兄弟の像を作るよう命じたとある。この縁起は「曾我八幡宮縁起」と題されるもので、現存している（製作年不詳）。
社伝によると、源頼朝は曾我兄弟の仇討ちの際に、曾我兄弟の孝心に感銘を受け、建久8年（1197年）に兄弟の英霊を祀るよう畠山重忠に命じた。頼朝が丹波法眼に作成を命じた兄弟の像は当地の名手である渡辺主水に預けられ、渡辺主水が社殿を建立したとある。また、応神天皇の像は頼朝と関わりがあった文覚が作成したと伝える。このように、社伝や地誌等で類似する伝承が記されている。また当社の宮守である木本家に曽我八幡宮の縁起が残されていたと伝わるが現存しておらず、現在は縁起を基とした碑文が残るのみである。碑文には建久8年（1197年）9月28日に造営されたとある。
江戸時代には、「曽我物語」が歌舞伎などで人気になり、曽我兄弟の像や兄弟に関する物が江戸で出開帳されるようになる。また、曽我八幡宮はその浄財で修復されたと伝える。

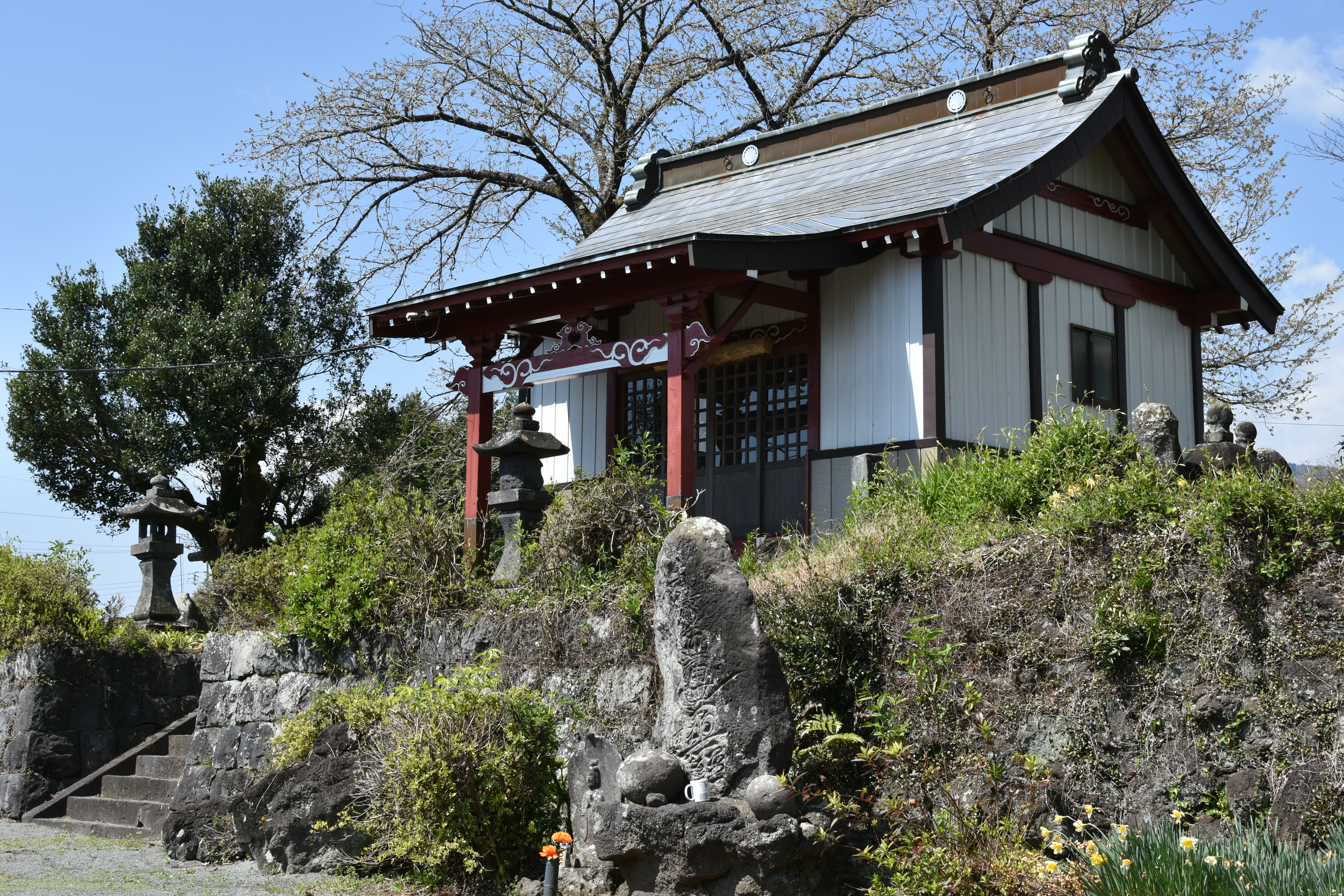
北山中井出の曽我八幡宮

上井出曾我八幡宮が鎮座するこの地は現在大字の「上井出」に含まれているが、この地は江戸時代までは「狩宿村」に属していた。

## 分社
富士宮市内には他に曽我八幡宮が数社ある。富士宮市北山中井出に、江戸時代に当社より勧請されたとされる曾我八幡宮が鎮座している。富士宮市北山には二社あり、中井出の曽我八幡宮と浅敷の曽我八幡宮がある。また猪之頭にも「鷲鷹八幡宮」を別名とする曽我八幡宮があり、曽我兄弟の死後、鷲と鷹が兄弟の臓腑を持ち去り、猪之頭に葬ったと伝える。